# 爐渣
爐渣（英语：Slag），或稱爐石，是將所需金屬從其礦石中分離（即冶煉）後剩下的副產品。爐渣通常是多種金屬氧化物的混合物和二氧化矽。但是，爐渣可能包含金屬硫化物和元素金屬。雖然爐渣通常用於去除金屬冶煉中的廢物，但它們還可以用於其他目的，例如協助熔煉的溫度控制，以及在將熔融金屬從熔爐中去除之前，將最終液態金屬產品的任何再氧化降至最低。爐，用於製造固體金屬。在某些冶煉過程中，例如鈦鐵礦冶煉產生二氧化鈦是礦渣而不是金屬的有價值的產物。

## 種類

### 高爐石(碴)[2]
在高爐中經高溫熔煉，生產過程所產生之爐石。

### 轉爐石(碴)
在高爐中經高溫熔煉出鐵水送至轉爐，加入生石灰之後，生產之爐石。

### 電爐石(碴)
在電弧爐中經電弧高溫熔煉，生產過程所產生之爐石。

## 用途
高爐石研磨成粉，即俗稱「爐石粉」，加入混凝土可以提升強度及耐久性。
但是電爐石不適合用於建材。
2019年，台灣的內政部修正「預售屋買賣定型化契約應記載及不得記載事項」。預售屋建材禁用含有電弧爐煉鋼爐碴。

## 相關
- 尾矿

## 外部連結
- 你家牆壁會冒「青春痘」嗎？全台爐碴屋亂象，該如何解？｜天下雜誌 （页面存档备份，存于）